# Ilana Kratysh
Ilana Kratysh –en hebreo, אילנה קרטיש; en ruso, Илана Кратыш– (6 de julio de 1990) es una deportista israelí de origen ruso que compite en lucha libre.
Ganó una  medalla de plata en los Juegos Europeos de Bakú 2015, en la categoría de 69 kg, y tres medallas de plata en el Campeonato Europeo de Lucha entre los años 2013 y 2016.

## Palmarés internacional
| Juegos Europeos    | Juegos Europeos    | Juegos Europeos  | Juegos Europeos |
| Año                | Lugar              | Medalla          | Categoría       |
| ------------------ | ------------------ | ---------------- | --------------- |
| 2015               | Bakú (Azerbaiyán)  | Medalla de plata | 69 kg           |
| Campeonato Europeo |                    |                  |                 |
| Año                | Lugar              | Medalla          | Categoría       |
| 2013               | Tiflis (Georgia)   | Medalla de plata | 67 kg           |
| 2014               | Vantaa (Finlandia) | Medalla de plata | 69 kg           |
| 2016               | Riga (Letonia)     | Medalla de plata | 69 kg           |